# Lydinolydella discalis
Lydinolydella discalis là một loài ruồi trong họ Tachinidae.